# Décès en janvier 1973
Décès
- 1969
- 1970
- 1971
- 1972
- 1973
- 1974
- 1975
- 1976
- 1977

Pour une information complémentaire, voir la page d'aide.

| Date       | Nom                  | Pays                                                          | Activités                             | Âge | Source |
| ---------- | -------------------- | ------------------------------------------------------------- | ------------------------------------- | --- | ------ |
| 10 janvier | Eberhard Hanfstaengl | Drapeau de l'Allemagne                                        | Historien de l'art allemand.          | 86  |        |
| 10 janvier | Karl Vollbrecht      | Drapeau de l'Allemagne                                        | Chef décorateur allemand.             | 86  |        |
| 23 janvier | Dragutin Vragović    | Drapeau de la République fédérative socialiste de Yougoslavie | Footballeur international yougoslave. | 75  |        |